# Bobaița
Bobaița – wieś w Rumunii, w okręgu Mehedinți, w gminie Malovăț. W 2011 roku liczyła 368 mieszkańców.